# Elaphoglossum macahense
Elaphoglossum macahense là một loài thực vật có mạch trong họ Lomariopsidaceae. Loài này được (Fée) Rosenst. mô tả khoa học đầu tiên năm 1907.